# Порт-Байрон (Нью-Йорк)
Порт-Байрон (англ. Port Byron) — селище (англ. village) в США, в окрузі Каюга штату Нью-Йорк. Населення — 1101 особа (2020).

## Географія
Порт-Байрон розташований за координатами 43°2′14″ пн. ш. 76°37′31″ зх. д. / 43.03722° пн. ш. 76.62528° зх. д. (43.037094, -76.625304).  За даними Бюро перепису населення США в 2010 році селище мало площу 2,61 км², з яких 2,54 км² — суходіл та 0,08 км² — водойми.

## Демографія
Згідно з переписом 2010 року, у селищі мешкало 1290 осіб у 499 домогосподарствах у складі 344 родин. Густота населення становила 494 особи/км².  Було 537 помешкань (206/км²).
Расовий склад населення:
| - 95,1 % — білих - 1,4 % — чорних або афроамериканців - 0,2 % — корінних американців - 1,0 % — осіб інших рас |

До двох чи більше рас належало 2,2 %. Частка іспаномовних становила 2,9 % від усіх жителів.
За віковим діапазоном населення розподілялося таким чином: 25,1 % — особи молодші 18 років, 62,7 % — особи у віці 18—64 років, 12,2 % — особи у віці 65 років та старші. Медіана віку мешканця становила 38,0 року. На 100 осіб жіночої статі у селищі припадало 90,3 чоловіків;  на 100 жінок у віці від 18 років та старших — 91,7 чоловіків також старших 18 років.
Середній дохід на одне домашнє господарство  становив 55 831 долар США (медіана — 48 512), а середній дохід на одну сім'ю — 64 034 долари (медіана — 53 190). Медіана доходів становила 39 853 долари для чоловіків та 42 250 доларів для жінок. За межею бідності перебувало 16,3 % осіб, у тому числі 22,3 % дітей у віці до 18 років та 9,3 % осіб у віці 65 років та старших.
Цивільне працевлаштоване населення становило 620 осіб. Основні галузі зайнятості: освіта, охорона здоров'я та соціальна допомога — 25,8 %, виробництво — 16,5 %, роздрібна торгівля — 12,6 %, публічна адміністрація — 11,0 %.